# 帰化人
帰化人（きかじん）
1. 古代から奈良時代にかけて、海外(主にユーラシア大陸)から日本列島へと亡命や移住した人[1]。ただし、日本書紀によると帰化したはずが、帰国する者もいた[2]。
2. 帰化によって、ある国の国籍を取得した人間。帰化者[1][3]。
3. 2の中でも、近代以降の日本における日本国籍取得者。行政手続きなどの場合、正式に「帰化者」という。日本は国籍法の規定に従い、日本国籍取得の際に元の国籍離脱(二重国籍の禁止)を定めているため、帰化後の国籍は日本国のみとなる。

## 概要
近代には外国人が日本国籍を取得することを法律上帰化というが、日本史上で帰化人といえば、主として平安時代初頭までの人々を指すのが普通である。日本語の帰化人という言葉は「古代にあって、国家統一以降に渡来した人の男系子孫」という意味以外に使われることは誤用を別にすればない。「帰化」の語はもとは中華思想から出た語であるが、日本では中国の慣例に従って用いたにすぎず、とくに王化を強調する意図はない。日本共産党員でマルクス主義歴史学者の藤間生大は「帰化」という用語は長らく、日本国家に朝貢・奴隷化した人々を指す用語とされた」と主張している。しかし、実際には帰化者≠渡来人である。「帰化」は、「国民」「国家」があって初めて成り立つ概念であり、国家が無くても成り立つ渡来人とは異なる。そのため、古代国家日本が成立した歴史を公式的に説いている日本書紀(8世紀初頭)は「帰化」を使っている一方で『古事記』『風土記』という古代国家日本成立前なので「渡来」「度来」という表現が使われている。上田正昭は、上記の藤間のような差別説を批判し、「日本人の一部にはいまだに『帰化人』を特殊視したり、あるいは極端に差別されていたかのように考えたりしている人々がある。しかし、そのような見方は不当な認識にもとづくものであり、民族的差別を合理化する結果になる。こういう考えは、古代の支配者層が抱いていた蕃国の観念や近代日本の為政者がつくりだした民族的偏見にわざわいされているものである」とし、「帰化」の用語にまとわりつく「差別性」は近代の産物であることを指摘した。金達寿も初訪朝による実態体感前で朝鮮民主主義人民共和国・朝鮮総連を強く支持していた時期である1973年でも、古代の帰化人と近現代の在日朝鮮人とは無関係であることを指摘している。古代の帰化人は日本人の祖先である可能性はあっても在日朝鮮人の祖先ではないと主張し、帰化人を在日朝鮮人に投影する思考の在り方を根本的に批判した。また金達寿は、日本国家が成立する以前と以後で、渡来人と「帰化人」の用語を使い分けることを提案しており、帰化人の用語を使用するべきではないと主張したことはない。帰化人と渡来人を同一とする渡来人観・帰化人観について、「渡来」では単に日本に来たという意味が強く、「日本に定着して在来の日本人の一員となった人々」という意味が弱いという方面でも批判がなされている。

## 帰化人

### 出自と構成
帰化人には社会的地位のあった人々だけでなく、一般庶民や戦争捕虜なども多く含まれていた。帰化人の大半は中国系であり、また朝鮮からの帰化人の中にも、実際は中国人が多数含まれている。関晃は「百済、新羅、任那（加羅）などの朝鮮各地から来た人々であるが、その中には前漢以来朝鮮の楽浪郡や帯方郡に来ていた中国人の子孫で各地に分散していたものもかなり含まれており、そのもたらした文化も主として漢・魏を源流とする大陸文化だったとみられる」と述べている。八幡和郎は、「文明を伝えた帰化人は百済から来てもほとんど漢族…楽浪郡などの残党の漢人たちが日本に文化と技術を持って来た…王仁博士と言えば、応神天皇の時代に百済から派遣されて来日し、本格的な文字伝来のきっかけとなった人です。そこで、子孫が住んだ大阪府枚方市では、日韓友好の象徴にしようとしています。しかし、その名からも分かる通り、中国人です。漢の高祖の子孫で、その祖父の代から百済に住んでいました。漢族の王仁博士が漢字を日本に伝えたのが日韓交流のシンボルというのは、在日韓国人の3世がアメリカでキムチを教えたら、日米友好の象徴と言うような話で無理があります。平安時代の上流階級の戸籍というべき『新撰姓氏録』には、『諸蕃』と呼ばれる帰化人系の士族が全体の2割ほどを占めています。統一国家成立、つまり、仲哀天皇と神功皇后が北九州を版図に入れてからあとに、日本にやってきた人たちを帰化人ととらえて分類していたようです。…つまり、帰化人の過半数が漢族でした。大陸から直接に渡ってきた人もいたでしょうが、多くが百済経由でした。秦氏、大蔵氏、止利仏師など皆そうです。天台宗の開祖である最澄もそうです。この時代には、漢文の読み書きがよくできるのは、日本でも半島でもだいたい漢族に限られていましたし、高度の技術を持つ人たちも同じでした」と述べている。
大化前代に朝鮮に帰化していた日本人帰化人もいる。大化前代に朝鮮に帰化していた日本人帰化人の例は『日本書紀』にみとめられ、神亀元年二月四日の詔によって官職を有する渡来系氏族にカバネ秩序組み入れを目した賜姓がなされたが、その際に賜姓された物部用善、久米奈保麻呂らは、明らかな朝鮮帰化の日系氏族帰国者とみられ、百済滅亡時の亡命者とともに、官職により供奉をしてきた「韓人ども」（『続日本紀』神亀元年二月四日条詔）として、詔でその貢献を賞されて賜姓された。神亀元年ごろは日系帰国者も「韓人ども」に対する詔の対象として厳密な境を敷いていなかった。
西文氏のもとで文筆・記録の職掌についた史部の一族と想定される田辺史氏なども、百済に帰化した日本人（百済帰化の日系氏族帰国者）とみられ、『日本書紀弘仁私記』序に載る弘仁年間流布した民間の氏族書『諸藩雑姓記』に田辺史氏、上毛野公らが載っていることに対して、『日本書紀弘仁私記』序では「己等祖是貴国将軍上野公竹合也」と載せ、祖が日本人であり『諸藩雑姓記』に載せて諸蕃とすることは誤りとする注を付し、『日本書紀弘仁私記』は、祖が日本人であることを根拠とした日系人という考え方を示している。
浜田耕策は、「朝鮮半島からの『渡来人』が古代日本の国家形成に果たした成果を評価する『渡来人』史観は近年注目されている百済や伽耶にも倭人の『渡来人』がいたことが見られるように、この相互の移住民を国家の形成史のなかでどのように評価するかの問題にも発展して新たに考察される課題であろう」と指摘している。
網野善彦は、「百済人はたくさん日本列島に来ていたわけだし、こっちからもたくさん行ってると思いますよ」と述べている。八幡和郎は、「帰化人は重んじられ高い地位に就いたのは確かですが、やはり外様扱いでトップクラスの地位に就けたわけではないのも事実です。たとえば、百済王家の当主でも陸奥守あたりが限度ですし、天皇の後宮に入っても皇后になれたわけではありませんから、日韓併合ののちに、李王家が皇族扱いされたような厚遇はなかったのです」と指摘している。
宮脇淳子は、「朝鮮半島の川は全て『江』と表記されるということです。シナ大陸では、黄河は『河』で、揚子江すなわち長江は『江』です。つまり、南部の川は『江』で、北部は『河』と表す。ということは、シナ大陸の北と南では言葉が違っていたということであり、朝鮮半島に最初に入った漢字を使う人々は、海を経由して南から入った可能性が高いと考えられるわけです。その理由として、燕国の東側は拓けるのが遅かったことが挙げられます。その地域一帯は北方騎馬民の勢力圏だから、商隊はすぐに襲われるので安全なルートじゃない。高句麗に入っても靺鞨などが蟠踞しています。そこで海を利用するわけですが、同様に漢字を使う人たちは、日本列島にも東シナ海経由で来た可能性が高いのです。朝鮮半島から日本への渡来人は、いわば第二派だったという説が、現在、かなり有力になっています」と指摘している。
八幡和郎は、「始皇帝の子孫という秦氏や漢字を伝えた王仁博士のように、百済を経由して渡来したとしている氏族も含めて、帰化人の多くが『漢』を出自とすると名乗っていたのです。…百済や高句麗の支配層は、もともと北方系の夫余族で、朝鮮半島に南下してきたのは、日本に稲作が伝わった時代よりかなりあとです。いずれにしても、弥生時代に始まったころの朝鮮半島南部の人口がそれほど多かったとは思えません。それになにより、日本列島に稲作をもたらしたのが北方のアルタイ系の人々だと考えるのは突飛すぎます。それより、中国での戦国の争乱で故郷を離れざるを得なくなった、あるいは、開発余地が少なくなった江南の地から稲作技術とともに新天地を求めて東へ向かった人々がかなりいたわけで、その人々が日本人の主たる父祖と見るべきです。以上のような話を朝鮮半島における農業発展史から説明すると、半島における農業の黎明期には、遼東半島方面から畑作や稲でも陸稲など華北的な農業が先行して導入されていきました。一方、水田による南方的な稲作も3000年くらい前から行われ始めていたようですが大きくは発展しませんでした。日本でも縄文時代末期から稲作の痕跡はあり、それは、朝鮮半島から伝えられたものかもしれませんが、いわゆる弥生時代の始まりと言われるような革命的変化は、通過地として半島沿岸地方を経たとはいえ、中国の江南地方からの技術、種籾、移民によるものとみるべきです」と指摘している。